# Lanzelet
Vous lisez un « article de qualité » labellisé en 2008.
Lanzelet est un roman du cycle arthurien en moyen haut-allemand écrit vers 1200 par l'auteur de langue allemande Ulrich von Zatzikhoven. Composé de 9 444 vers, le roman raconte l'histoire et les aventures du chevalier Lanzelet. Il est le premier roman allemand de Lancelot, les autres grands auteurs médiévaux allemands comme Walther von der Vogelweide, Hartmann von Aue et Wolfram von Eschenbach ayant rédigé leurs œuvres sur d'autres thèmes.
Le Lanzelet de Zatzikhoven est la transcription en allemand d'un « livre français ». On retrouve dans l'œuvre des similitudes avec le Lancelot de Chrétien de Troyes comme l'enlèvement de Lancelot à sa naissance. Toutefois, le Lanzelet s'en détache fortement. Si celui de Chrétien est constamment en proie à des déchirements intérieurs, celui de Zatzikhoven ne rencontre aucune crise existentielle. Les intrigues des deux romans sont également radicalement différentes.
Le roman de Zatzikhoven ne compte cependant pas parmi les romans allemands majeurs du cycle arthurien. S'il a fait l'objet d'études au XIXe siècle, le Lanzelet a longtemps été déprécié au sein de la germanistique allemande. Le philologue Karl Lachmann parle d'un roman riche dans la langue mais pauvre dans la représentation. Il faut attendre les années 1970 pour que des auteurs comme René Pérennec le réhabilitent.

## Origine du livre

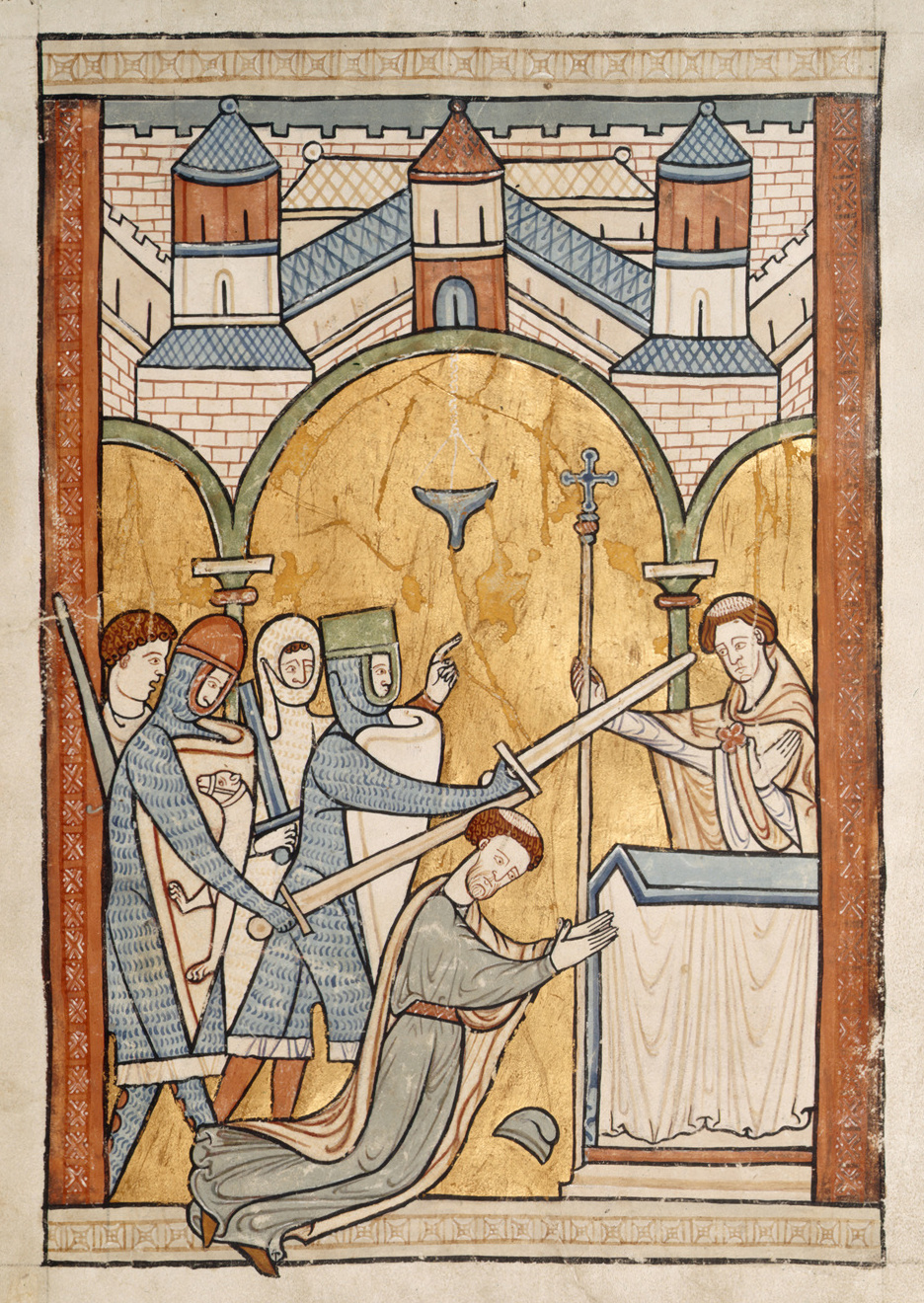
Hugues de Morville, l'un des assassins de Thomas Becket

Le Lanzelet n'est pas une création originale à proprement parler mais la traduction en allemand d'un « livre français » comme le dit Zatzikhoven :
« Je tiens à le dire : je n'ai rien enlevé ni ajouté à ce que dit un livre français dont nous avons pris connaissance pour la première fois lorsque, selon la volonté divine, le roi d'Angleterre fut fait prisonnier par le duc Léopold, qui lui imposa une longue rançon. Le roi captif donna en otage à ce dernier de nobles seigneurs de très haute naissance venus de lointaines contrées étrangères, des comtes, des barons et d'autres, de rang comparable. L'empereur Henri les répartit entre différents pays allemands, selon ce qui lui semblait opportun. L'un de ces otages s'appelait Hugues de Morville ; c'est lui qui possédait le livre français de Lanzelet quand ce livre nous est apparu. ».
René Pérennec parle d'un « crédit de principe » que l'on donne à Zatzikhoven lorsqu'il affirme que son œuvre est une adaptation. Ce crédit est également accordé par les autres chercheurs. Le livre source, le « livre français » ou « welschez buoch », a disparu. Il avait été vraisemblablement écrit en Angleterre où les gens de la cour et l'aristocratie parlent l'anglo-normand. Comme auteur du livre original, on avance le nom de Pierre le Poète, abbé de l'abbaye de Blanchelande de 1167 à 1213.
René Bansard a développé une thèse selon laquelle le modèle historique de Lanzelet est Richard du Hommet Connetable, Baron von Varanguebec im Bois de Limors du Cotentin. On retrouve d'autres similitudes. Richard du Hommet reçoit de Henri II les terres de Dodunton et Bedefort-Shire (terres sous le pouvoir de Hugues de Morville) prises à Auvray le Géant tout comme Lanzelet conquiert Dodone et Behforet et combat Iweret. Les sonorités sont très proches. Le possesseur du livre original, Hugues de Morville, fait partie du complot qui a abouti à l'assassinat de Thomas Becket le 29 décembre 1170. Le pape commande à De Morville et aux autres assassins de se joindre aux croisades. De Morville se met au service de Richard Ier d'Angleterre dans les années 1190. Lorsque ce dernier est fait prisonnier par Henri VI du Saint-Empire, De Morville est échangé comme otage en 1194 pour permettre la libération du roi et c'est lui qui possède le livre dont Zatzikhoven fera la traduction. Nicola MacLelland va également dans le même sens que Bansard.

## Manuscrits et transcriptions
Plusieurs manuscrits sont parvenus jusqu'à nous. Ils sont au nombre de deux auxquels on peut ajouter différents fragments. Le plus ancien manuscrit appelé le Manuscrit de Vienne dénommé W est un parchemin rédigé vers le milieu du XIVe siècle. Il est écrit en souabe et il lui manque une partie allant des vers 8943 à 9082. Le second manuscrit a quant à lui été rédigé sur papier vers 1420, c'est le Manuscrit d'Heidelberg dénommé P. Il serait d'origine alsacienne et deux parties sont manquantes : les vers 5479 à 5624 et les vers 7524 à 7716.
Il existe quatre fragments appartenant à trois manuscrits différents. Le premier d'entre eux appelé B date du premier quart du XIIIe siècle et a été offert à la Bodleian Library d'Oxford en 1920 ; il contient en tout 99 vers : 2259 à 2285, 2304 à 2327, 2346 à 2369, 2389 à 2412. Le second fragment appelé S (comme Strasbourg) a été rédigé vers 1300 et contient 255 vers. Le troisième fragment, G, du nom de leur ancien propriétaire Franz Goldhahn et le quatrième fragment Gk appartiennent quant à eux au même manuscrit qui date de la première moitié du XIVe siècle.
Plusieurs transcriptions du Lanzelet ont été réalisées. Karl August Hahn, un professeur de philologie à l'Université d'Heidelberg, a réalisé la première en 1845. Il numérote les vers originaux. Son œuvre a influencé toute la recherche sur le Lanzelet. Le travail de Hahn a été supervisé par Karl Lachmann, grand philologue expert en anciens dialectes allemands. La transcription la plus récente est celle de Georg Deutscher datée de 2002.

## Synopsis

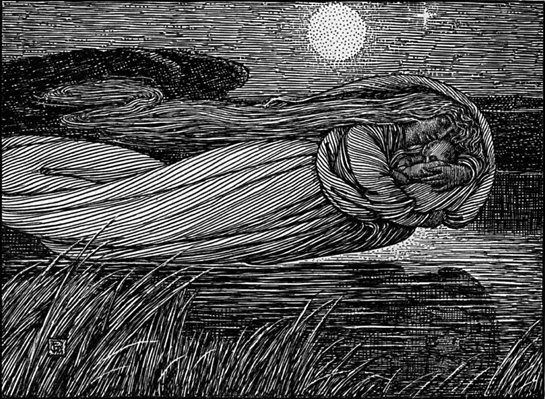
La Fée marine enlevant Lanzelet

Le texte commence par un prologue (vers 1 à 666). Le roi Pant, le père de Lanzelet, règne en tyran sur Genewis que René Pérennec fait correspondre au royaume de Gaunes. Il traite les grands de son royaume sur le même pied que les petites gens, ce que ses vassaux n'acceptent pas. Ces derniers se soulèvent, dévastent le royaume et tuent tous les habitants du château dont Pant. Ils laissent cependant la vie sauve à Clarine, la femme du roi, qui se distingue par sa bonté. Cette dernière fuit et c'est alors que la Reine des fées marines emporte Lanzelet sur une île peuplée uniquement de femmes pour l'élever. Lanzelet apprend aussi bien le maniement des armes que la musique ou le chant. Lui vient l'envie de connaître son nom mais la Fée ne le lui révélera que lorsqu'il aura vaincu son pire ennemi : Iweret. Il rencontre sur son chemin un nain qui le fouette puis le chevalier Johfrit de Liez qui lui apprend les derniers rudiments de chevalerie. Dans les vers 667 à 1356, Lanzelet rencontre les chevaliers Kuraus et Orphilet avec lesquels il entre dans la maison du forestier Galagandreiz. Pendant la nuit qui suit, Lanzelet couche avec la fille de Galagandreiz. Ce dernier découvrant sa fille dans le lit de Lanzelet est pris de rage. Il s'ensuit un combat où Galagandreiz trouve la mort. Lanzelet épouse la fille du forestier et devient ainsi seigneur.
Dans les vers 1357 à 2249, Lanzelet se lance dans l'aventure du seigneur Linier de Limors en le défiant. Lanzelet est mis au cachot avant d'être amené sur le terrain du combat qui va l'opposer à un géant, à des lions puis enfin à Liniers qu'il tue. Il épouse sa nièce Ade et devient de nouveau seigneur, sans avoir divorcé de sa précédente épouse. Il répétera le même schéma avec ses autres femmes. Dans les vers suivants jusqu'au vers 3474, il combat Walwein, le chevalier de la Table Ronde puis est vainqueur au tournoi de Djofle mais refuse l'invitation du Roi Arthur de venir à la cour. Des vers 3475 à 4673, Lanzelet se rend à Schatel-le-Mort, le château de Mabuz, le fils de la Reine des Fées. Le château est en cela particulier que le courageux qui y entre devient lâche et inversement. Mabuz le force à aller tuer Iweret, ce que Lanzelet accomplit. Il épouse alors la fille d'Iweret : Iblis.

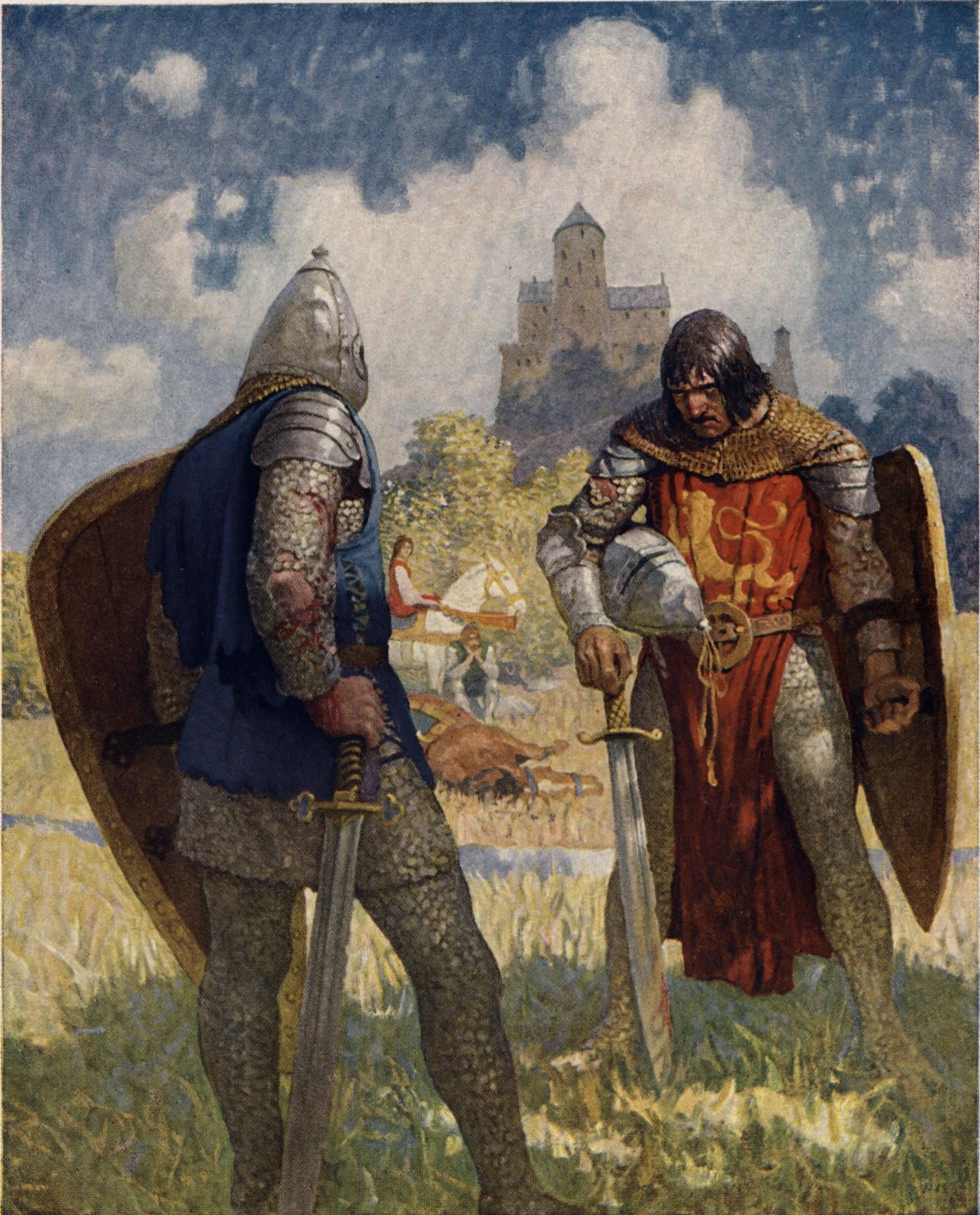
Lanzelet devient Chevalier de la Table Ronde

Au vers 4674 apparait une messagère de la reine des fées qui révèle à Lanzelet ses origines et son nom. Lanzelet apprend qu'il est le neveu du Roi Arthur chez qui il se rend alors. Valerin voulant enlever la reine Ginovere, Lanzelet le défie en un combat singulier au terme duquel Valerin se soumet. La cour d'Arthur fête alors cet heureux dénouement. Lanzelet voulant se venger de l'affront subi en la personne du nain au fouet devant la forteresse de Pluris, il s'y dépêche. Il y est fait prisonnier par la reine de Pluris qu'il finit par épouser. Entre-temps, une messagère de la reine des fées fait essayer aux dames de la cour un manteau magique afin de prouver leur fidélité envers leur mari. Iblis, la femme de Lanzelet, est la seule à qui le manteau va à la perfection. Au terme d'un tournoi où Lanzelet fait preuve de ruse, Walwein, Karjet, Erec et Tristant parviennent à délivrer Lanzelet.
Dans les vers 6563 à 7444, Ginovere est enlevée par Valerin qui l'emmène dans son château. Pour pouvoir délivrer la reine, la cour du roi Arthur fait appel aux services du magicien Malduc qui exige qu'en contrepartie lui soient livrés Erec et Walwein, ce que le roi accepte à contre-cœur. Le château de Valerin est pris, Valerin est tué et la reine délivrée. Jusqu'au vers 8468, Erec et Walwein sont torturés par Malduc. Lanzelet lance une expédition pour les délivrer. Malduc est tué mais sa fille est laissée sauve car elle a empêché que les chevaliers soient tués par le magicien. Il s'ensuit une fête à la cour d'Arthur. Lanzelet embrasse un dragon qui se révèle être Elidia, une femme victime d'un maléfice que le baiser délivre. Par ce geste, Lanzelet devient le chevalier le plus courtois de la cour. Étant devenu un chevalier et un mari accompli, il fait valoir son droit à la souveraineté dans le royaume de son père. C'est alors qu'il retrouve le trône de Genewis ainsi que sa mère.
Le roman s'achève par le retour à la cour d'Arthur de Lanzelet qui choisit le royaume de sa femme, celui d'Iweret, pour devenir seigneur. Une cérémonie de couronnement somptueuse a lieu dans la capitale Dodone. Après un long et heureux règne, il est accordé à Lanzelet et à Iblis de mourir le même jour. Leurs trois enfants se partagent les trois royaumes de leurs parents. Le texte est accompagné d'un épilogue.

## Les personnages
Voici les principales constellations de personnages du roman Lanzelet. D'autres personnages interviennent dans l'intrigue comme l'enchanteur Malduc, le sénéchal Keiin, les femmes des chevaliers, d'autres chevaliers et compagnons d'armes, etc.

### Lanzelet, «le héros sans crise»
Le roman arthurien répond habituellement au principe de Doppelwegstruktur, c'est-à-dire une structure en deux temps. Le héros combat dans une première partie, il acquiert la renommée et contracte mariage. Une fois la renommée acquise, ce dernier se repose sur ses lauriers jusqu'à ce qu'apparaisse une crise morale comme c'est le cas dans Érec et Énide pour Érec. Ce dernier ne se consacre plus à ses exploits de chevalerie mais uniquement à son couple. La rumeur selon laquelle il est devenu un piètre chevalier se répand. S'engage donc une seconde partie dans l'intrigue, c'est celle où le héros retrouve son prestige et où il parvient à mener de manière équilibrée sa vie privée et sa vie de chevalier.
Dans le Lanzelet, cette structure en deux temps n'existe pas. On observe une linéarité du début à la fin. Lanzelet ne se remet pas en question, il est le « krisenloser Held ». On doit cette appellation de « héros sans crise » à Volker Mertens. On peut observer la linéarité à travers plusieurs aspects du roman dont les mariages successifs de Lanzelet. Chaque mariage se suit sans remettre le précédent en cause. Lanzelet abandonne la fille de Galagandreiz, il épouse Ade qui l'abandonne à la suite de l'épisode de Schatel-le-Mort. Lorsqu'il terrasse Iweret et qu'il épouse Iblis, il est toujours marié à Ade. Il en est de même pour son mariage forcé avec la reine de Pluris alors qu'il est toujours l'époux d'Iblis. Lanzelet ne se pose pas de question, il poursuit sa vie.
Si la Doppelwegstruktur n'existe pas, on peut cependant constater qu'il y a un tournant lorsque Lanzelet apprend son nom et ses origines. Dans la première partie, il avait combattu afin de les connaître. Il combattait donc pour lui. Dans la seconde partie, il combat pour sa famille. Il se met au service de son oncle le roi Artus et se propose pour aller combattre Valerin qui a enlevé la reine Ginovere. Lanzelet cherche à consolider les liens au sein de sa famille et asseoir son propre pouvoir en devenant seigneur de Behforet après son couronnement à Dodone.

#### De l'enfant à Lanzelet: le parcours individuel

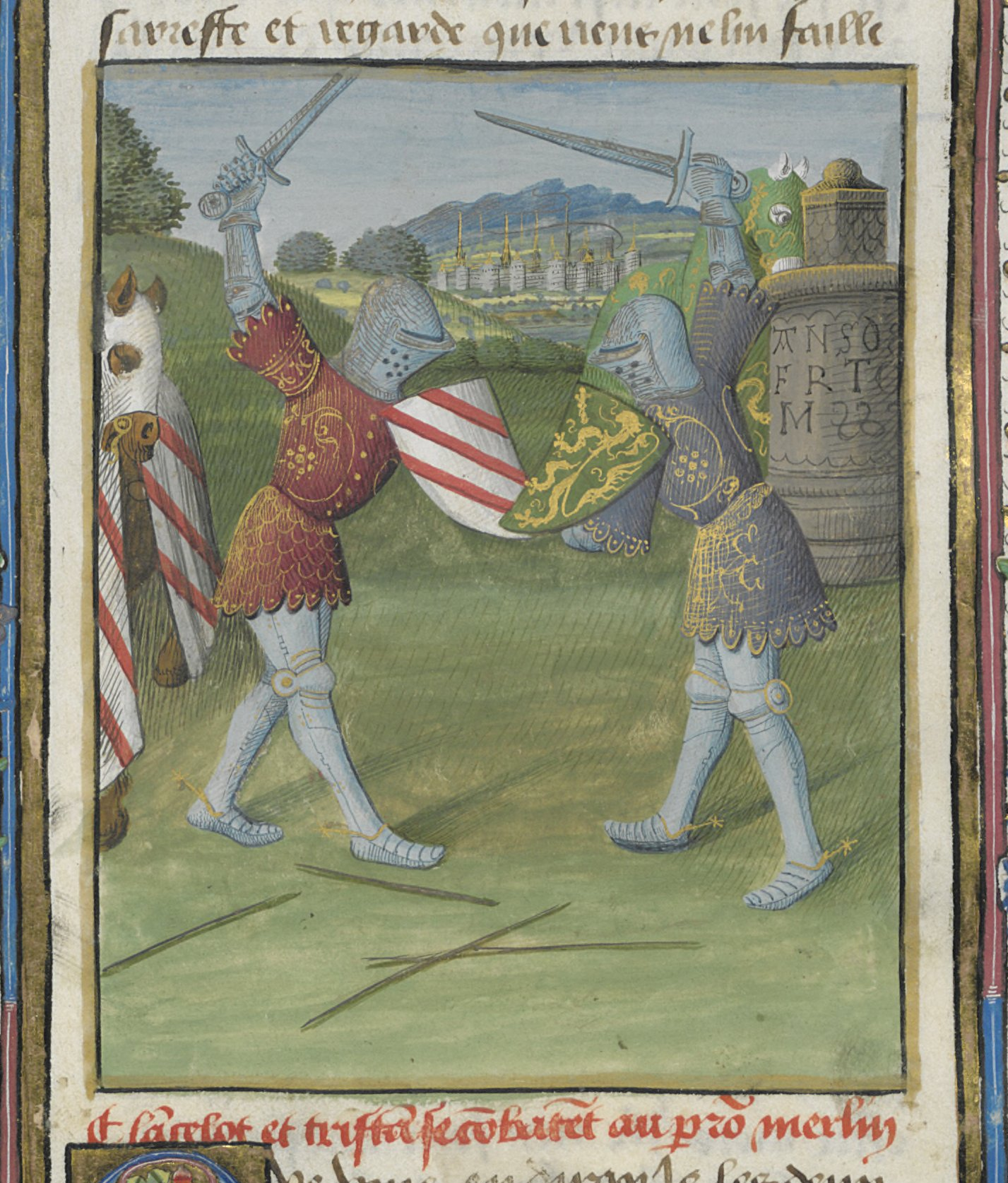
Le wîgant (le vaillant) combat afin de savoir qui il est. Miniature d'Évrard d'Espinques tirée du Lancelot en prose, BNF, Fr.116, 1475

La première partie du roman présente l'évolution de Lanzelet en tant que chevalier qui part pour l'aventiure en quête de renommée (êre). Jusqu'à ce qu'il apprenne son nom, il combat et acquiert des possessions. Lorsqu'il quitte le royaume des fées, il doit faire son apprentissage et cela commence avec l'essence même de la chevalerie : maîtriser son cheval. S'il sait manier les armes à la perfection, Lanzelet ne sait en effet pas monter à cheval. Il lui manque également les valeurs du chevalier. Lorsqu'un nain lui donne un coup de fouet ainsi qu'à sa monture devant la forteresse de Pluris, il ne défend pas son honneur, pensant que le nain n'est pas digne de recevoir une correction. C'est la rencontre de Johfriet de Liez qui va permettre à Lanzelet de faire son apprentissage.
C'est avec Galandreiz que Lanzelet mène son premier combat, qualifié de jeu, qui tourne rapidement au comique. Au lieu de se servir de l'arme du chevalier, l'épée, le duel s'effectue au couteau et d'une manière très particulière. Pendant que Galagandreiz lance le couteau, Lanzelet a une manière très personnelle de se défendre : « Faisant fi de l'art du lancer, il se jeta sur le coquin et lui porta un coup de couteau si terrible que l'autre tomba raide sur le sol et n'eut plus jamais l'occasion de souffler mot. »
Lanzelet mène par la suite plusieurs autres combats comme celui de Limors qui lui permet de vaincre un grand adversaire mais qui montre toujours sa méconnaissance des coutumes : il ne montre pas ses intentions pacifiques au moyen d'une branche d'olivier. Il en va de même pour le combat contre Walwein que Lanzelet attaque alors que ce dernier est venu porter une invitation du roi Arthur. Walwein avait retiré son heaume et abaissé sa coiffe de mailles pour que Lanzelet voit ses intentions pacifiques mais ce dernier a pris ces gestes pour de la lâcheté. Le tournoi de Djofle permet à Lanzelet de montrer sa bravoure, il se montre supérieur à Keiin, le sénéchal d'Arthur. Erec abandonne le combat contre Lanzelet. « Partout où le généreux guerrier à l'écu rouge se portait à l'attaque avec ses hommes, les bandes de chevaliers s'enfuyaient comme les oiselets devant l'aigle. »
Le point culminant de tous les combats qu'il livre est bien sûr celui contre Iweret qui lui permet de découvrir son nom et ses origines. Lanzelet est désormais un chevalier accompli : « L'assaut ne fut entaché d'aucune feinte perfide. » Cet accomplissement final mène à l'accomplissement personnel. Le « zem degene von dem Sê » (le jeune homme du Lac) devient Lanzelet : « Votre nom vous était resté caché jusqu'à ce jour, apprenez-le maintenant, s'il vous plaît. Vous vous appelez Lanzelet, et vous êtes de haute et noble naissance. Je ne connais personne qui soit votre égal. »

#### Lanzelet: défenseur de la lignée

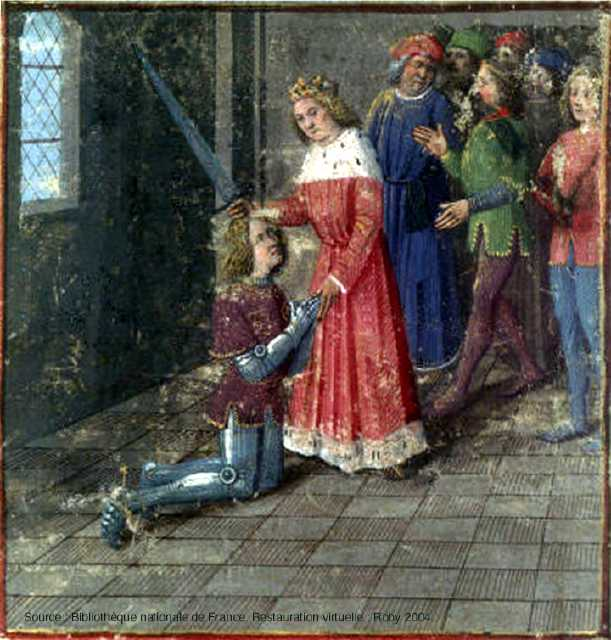
Lanzelet devient chevalier de la Table Ronde et défend sa famille. Miniature d'Évrard d'Espinques tirée du Lancelot en prose, BNF, Fr.116, 1475

Alors que dans les autres romans du cycle arthurien la seconde partie montre que le chevalier accompli se met au service du monde, Lanzelet lui ne se consacre qu'à sa famille et cela commence peu de temps après qu'il a appris ses origines : sa tante, la reine Ginovere, est sur le point d'être enlevée par Valerin. Lanzelet demande alors à Walwein, son cousin, de lui céder sa place pour combattre Valerin, ce que ce dernier accepte. Lanzelet est devenu l'égal de Walwein. L'épisode de la Pierre d'Honneur le montre : elle « ne supportait pas le contact de personnes portées à la félonie ou à la méchanceté ». À la suite de cette victoire, Lanzelet est admis à la Table Ronde. Lanzelet fait désormais partie de la grande famille d'Arthur qui apparaît dans le Lanzelet comme le suzerain idéal, un suzerain courtois, qui défend ses vassaux, qui les récompense également lors de fêtes somptueuses lors desquelles il peut prouver sa milte, c'est-à-dire sa générosité. Arthur est le contraire de Pant. Lanzelet est membre à part entière de sa famille arthurienne, il a sauvé sa tante et a scellé un pacte d'amitié avec son cousin Walwein.
Par la suite, Lanzelet continue d'essayer de préserver l'harmonie au sein de sa famille notamment lorsque sa tante est de nouveau enlevée par Valerin. S'il lui avait laissé la vie lors du premier duel, Lanzelet n'hésite pas à le tuer, lavant l'affront fait à sa tante et à sa famille. Pour attaquer le château de Valerin, la cour fait appel aux services de l'enchanteur Malduc qui demande comme prix qu'on lui remette Walwein et Érec comme otages. C'est de nouveau Lanzelet qui accompagné d'une troupe va venir délivrer son cousin Walwein. Tous ne forment plus qu'un bloc. Lorsque Lanzelet veut récupérer son héritage de Genewis, le roi Arthur en personne participe à l'expédition. Lanzelet est devenu un chevalier courtois (huebsch, guot), respectueux du code d'honneur, un chevalier brave et défenseur des liens familiaux.

### Les figures féminines dans l'entourage de Lanzelet

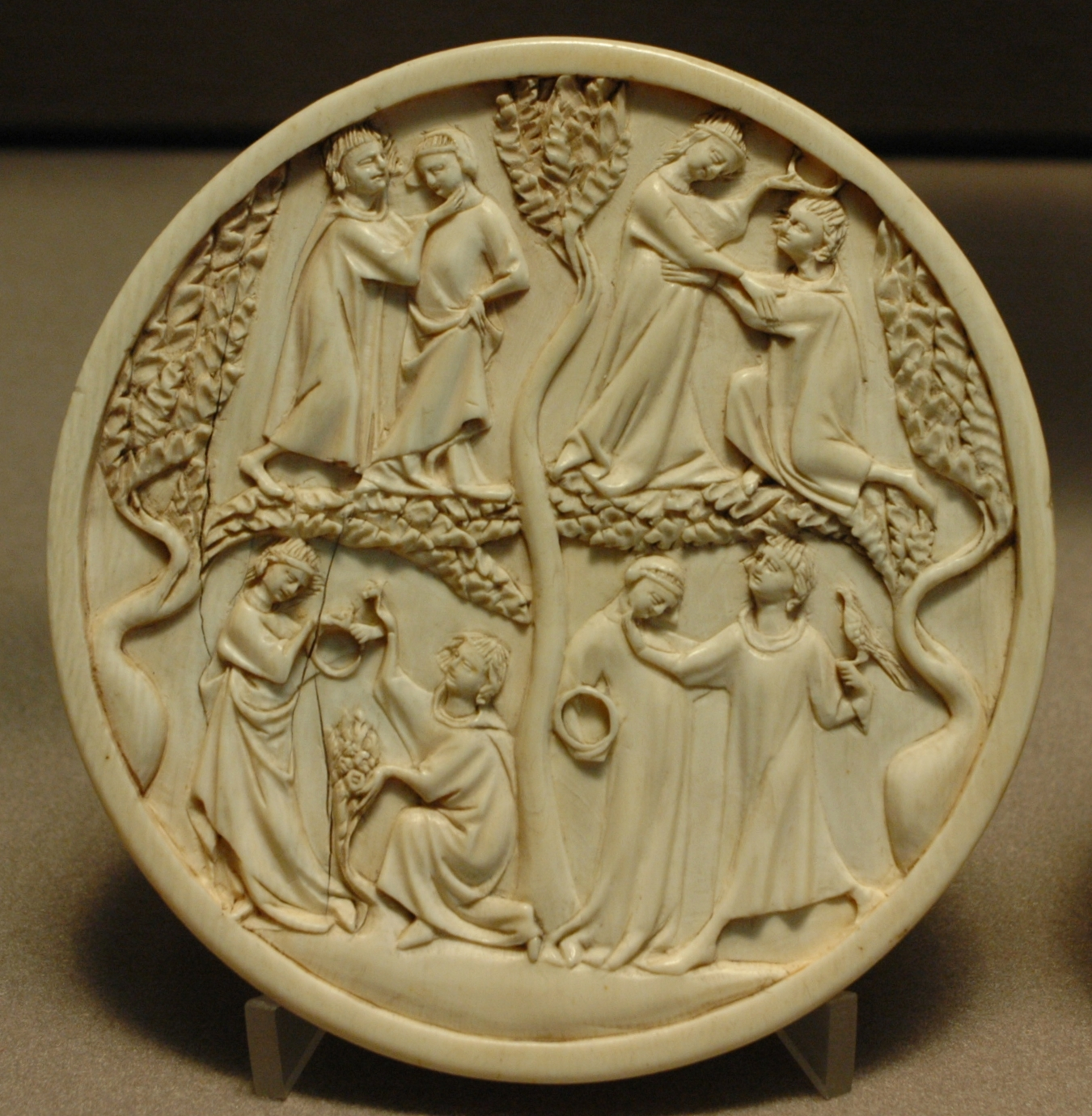
L'amour courtois parfait symbolisé par Iblis

Plusieurs figures féminines rencontrent le destin de Lanzelet au cours du roman. On peut distinguer deux groupes : le groupe de femmes qui veillent sur Lanzelet et le groupe des femmes que Lanzelet rencontre et qu'il épouse. Le premier groupe se compose de deux femmes, en quelque sorte les deux mères du héros : Clarine et la Fée marine. Elles se distinguent par leurs qualités morales. Elles incarnent en effet les idéaux féminins. Clarine est décrite comme « noble », « belle, loyale et douce », le contraire de son époux Pant.
Les autres figures féminines sont la fille de Galagandreiz, Ade la nièce de Liniers de Limors et Iblis la fille d'Iweret. Si l'on a pu constater une évolution morale chez Lanzelet, on peut observer cette même évolution à travers les femmes qu'il épouse. La fille de Galagandreiz est dépourvue de toute qualité morale. Alors qu'elle est décrite comme habillée de façon très courtoise lors du dîner (« sin hete sich gemachtet an wol und hübschlîch genuoc »), la fille de Galagandreiz est en proie à l'« ardeur de l'amour », ce qui est contraire aux valeurs féminines. Elle se glisse d'ailleurs dans le lit de chacun des chevaliers, Orphilet, Kuraus et Lanzelet qui sera le seul à accepter ses avances. D'ailleurs, même s'il se marie avec elle, Lanzelet l'oublie très vite. Elle lui permet surtout de mener son premier combat face à Galagandreiz et d'acquérir des possessions. La seconde femme qu'il épouse, Ade, est caractérisée par sa courtoisie et sa beauté et sa loyauté (triuwe). À la suite de l'épisode de Schatel-le-Mort, Diepalt la convainc d'abandonner Lanzelet devenu le plus lâche des chevaliers. Ade en perd connaissance.
La troisième femme de Lanzelet - la quatrième femme, la Reine de Pluris, n'étant que secondaire en tant qu'épouse - est la femme la plus accomplie du point de vue moral. Iblis a rêvé de Lanzelet et a juré qu'elle n'en épouserait pas un autre. Elle est décrite comme une fille « qui mérite tous les éloges ». L'évidence et la force de leur amour sont prouvées par la tente qu'offre la fée à Lanzelet à la suite de sa victoire sur Iweret. Quiconque se regarde dans le miroir de la tente ne doit pas voir son image mais l'image de l'élu de son cœur : « Lanzelet et Iblis la visitèrent alors; il y entrèrent, soyez-en assurés, et regardèrent dans le miroir. Ils ne purent que constater qu'il n'y avait entre eux pas la moindre insincérité. Lui ne vit que l'image de la dame, et je sais qu'Iblis, la généreuse, fit une expérience identique et qu'elle vit non son reflet mais celui de son ami. Sachez en toute vérité que même si elle s'était trouvée à mille lieues de là elle n'aurait vu que l'image de celui-ci. » À plusieurs reprises, la fidélité d'Iblis est mise à l'épreuve et notamment lors de la captivité de Lanzelet chez la reine de Pluris et de l'épisode du manteau mal taillé dont l'essayage prouve à tous qu'Iblis est la femme la plus fidèle de la cour.

## Relation à Chrétien de Troyes

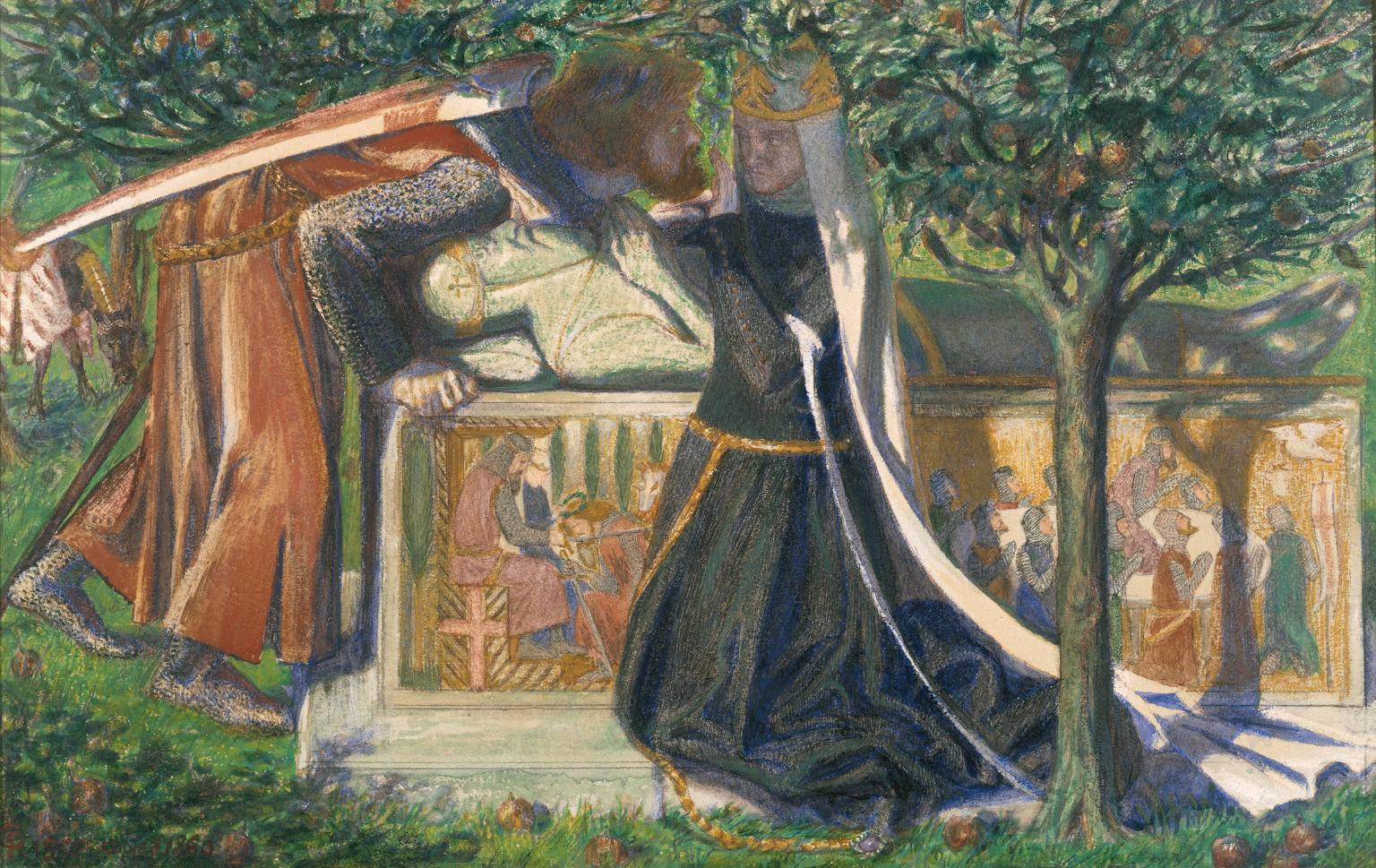
La relation entre Guenière et Lancelot est radicalement différente de celle de Chrétien de Troyes

L'influence exercée par Chrétien de Troyes sur la littérature médiévale en général et sur la littérature en Allemagne est incontournable. Les œuvres de Hartmann von Aue et Wolfram von Eschenbach en sont des exemples. Lanzelet n'échappe pas à la règle et la question de la portée de l'œuvre de Chrétien de Troyes dans celui-ci a fait l'objet de vifs débats. Stefan Hofer n'a vu dans le Lanzelet qu'une « compilation des romans de Chrétien ». On retrouve en effet dans le Lanzelet de nombreux motifs du Érec ou du Lancelot de Chrétien comme l'enlèvement par la fée marine, la mention du nain qui dans les deux romans a une fonction maléfique, etc. Le roman de Zatzikhoven présente également des parallèles avec d'autres œuvres médiévales comme le Roman d'Alexandre ou Le Bel Inconnu.
Pourtant, il existe de grandes différences entre les deux œuvres. Le Doppelstrukturweg est absent, ou tout du moins ne correspond pas à celui employé par Chrétien de Troyes. La relation entre Lanzelet et Ginovere dans le Lanzelet est également radicalement différente de celle de Lancelot et Guenièvre dans le Lancelot ou le Chevalier à la charrette. Dans le Lanzelet, Lanzelet ne ressent aucune attirance physique pour Ginovere, au contraire de Lancelot qui s'éprend d'amour pour sa reine. Les rapports entre Lanzelet et Ginovere sont d'ordre exclusivement familiaux alors que ceux de Lancelot et de Guenièvre relèvent de l'amour courtois. Les personnages de Lanzelet et Lancelot sont également très différents. Le premier réfléchit moins que le second. Lors de l'épisode de la charrette, Lancelot hésite entre perdre son honneur de chevalier ou sauver sa dame en montant dans la charrette. Il est en proie à un cas de conscience dont on ne trouve pas d'exemple chez Lanzelet. Lanzelet est un « "superman" chevaleresque ».

## Le féerique et le mythologique

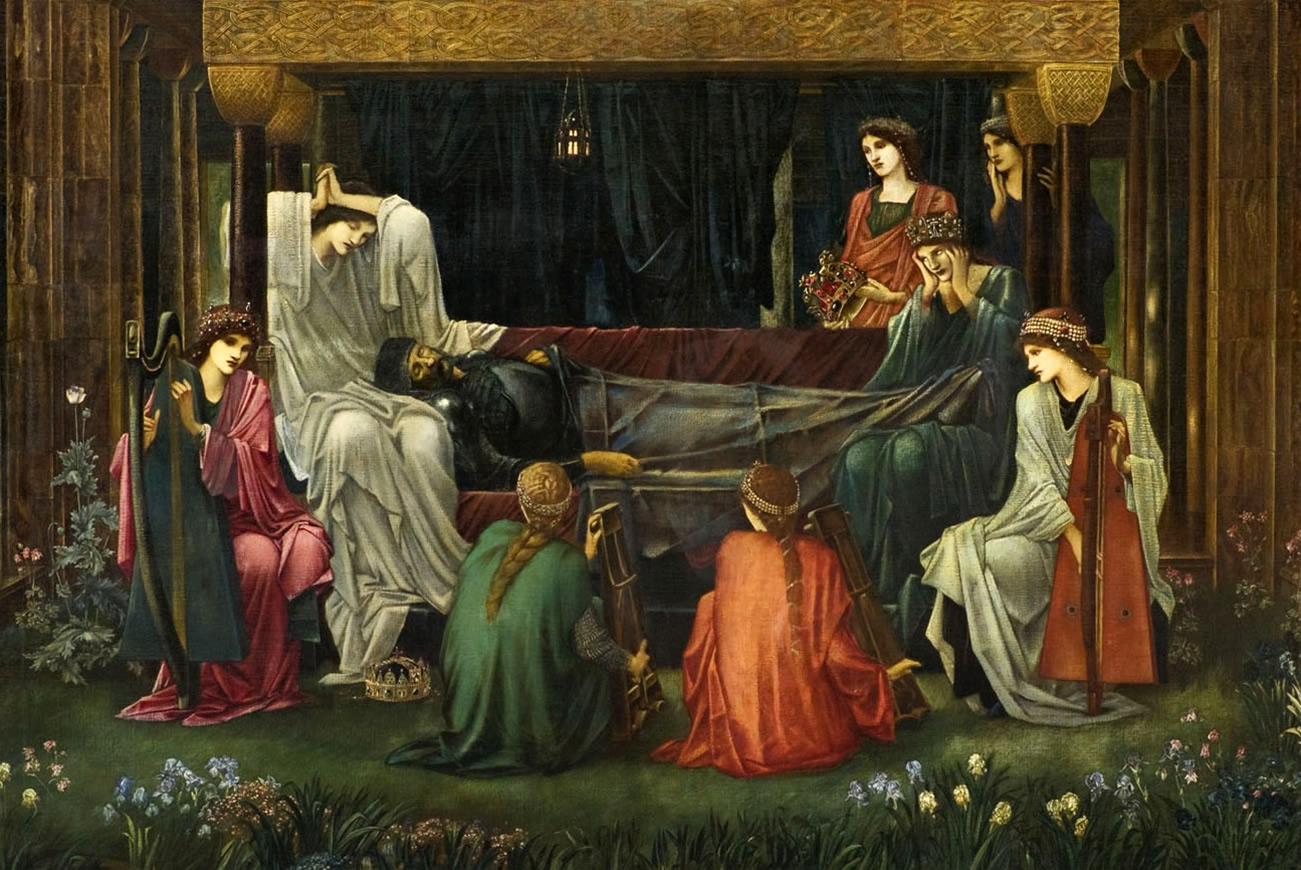
À sa mort, Arthur part pour Avalon, l'Autre Monde

En dehors du fait que le Lanzelet appartienne à la légende arthurienne et donc à la mythologie bretonne, l'un des principaux motifs de la mythologie celtique que l'on retrouve dans le Lanzelet d'Ulrich von Zatzikhoven est sans nul doute celui de l'Autre Monde ou du Sidh qui est symbolisé par le royaume de la Fée marine qui vient enlever Lanzelet à sa naissance. L'île sur laquelle Lanzelet est emmené est peuplée de dix mille dames qui lui donnent une éducation courtoise et artistique : « Elles lui apprirent à bien se comporter en société et parler aux dames. Il ne tenait jamais rigueur à une femme de l'avoir réprimandé, car il était de noble naissance. Il savait qu'il lui fallait se contenir et se taire. Il jouait de la harpe, de la vièle et de bien d'autres instruments à cordes ; il s'y montrait plus qu'à son avantage, car c'était un art fort pratiqué dans ce pays. Les dames lui apprirent à chanter avec assurance en s'accompagnant lui-même. »
Le château de la Fée est construit sur un cristal, comme dans la tradition germanique, sa porte est un « diamant d'une grande dureté ». On retrouve la mention du cristal dans d'autres œuvres comme dans l'Érec de Chrétien de Troyes. Personne ne peut y pénétrer. Les seules créatures que la fée fait entrer sont les « merwunder » qui dispensent un enseignement militaire à Lanzelet. C'est un monde magique où il n'y a pas de tristesse, où le bonheur règne, ce qui correspond pleinement à la représentation de l'Autre Monde chez les Celtes qui peut être représenté comme un pays sous-marin ou une île en pleine mer comme c'est le cas dans le Lanzelet.
La présence-même de la fée marine renvoie à la mythologie celtique et à la féerie. La figure de la fée n'est pas propre à la mythologie celtique dans laquelle elle n'existe pas. Mais à travers l'invention de ce personnage dans la matière de Bretagne, un aspect mythologique est mis en avant. La Fée du Lanzelet est associée par certains à la Fée Morgane et à la divinité gauloise Modron. Elle apparaît vers 181 alors que le roi Pant est mort : « Une fée marine arriva alors dans un tourbillon, comme portée par le vent. Elle prit l'enfant à la reine et l'emporta dans son pays. » La reine des fées a un fils, « Mabuz der bloede », qui vit à Schatel-le-Mort. Afin de protéger son fils qui est lâche, la fée a protégé le château par un sortilège rendant lâche le courageux qui s'y aventure. La fée est à la fois reine et magicienne. Son fils serait à rapprocher de Mabon. On retrouve le motif de l'enlèvement, le forestage des Celtes, dans d'autres œuvres comme dans celle de Chrétien de Troyes mais également dans la mythologie celte avec l'enlèvement de Pryderi.
Le motif du baiser au dragon appelé Fier baiser est tiré des légendes celtiques, plus particulièrement irlandaises comme Echtra mac nEchach Muigmedón (en français : Aventures des fils de Eochaid Mugmedón) mettant en scène Niall Noigiallach fils du roi Eochaid Mugmedón. Afin de décider lequel des fils du roi Eochaid Mugmedón devait régner sur l'Irlande, on décide de les soumettre à différentes épreuves. Au cours d'une des épreuves de qualification, les fils du roi cherchent de l'eau. La source est gardée par une femme hideuse et repoussante. L'accès à l'eau est conditionné par un baiser à donner à la femme. Niall est le seul à le faire et il acquiert ainsi la souveraineté de l'Irlande. On retrouve le motif du Fier baiser dans d'autres œuvres médiévales comme au chapitre 11 du roman de Renaut de Beaujeu Le Bel inconnu dans lequel le héros embrasse un serpent afin de découvrir son nom et ses origines. Dans le Lanzelet, le Fier baiser se déroule dans les vers 7817 à 8040. Le baiser qu'il donne à Elidia, une femme transformée en serpent, permet à Lanzelet de devenir le chevalier le plus courtois à la cour du roi Arthur.
On peut également retrouver le motif mythologique du cheval. La mère de Pryderi, Rhiannon a pour animal emblématique un cheval, tout comme la déesse gauloise Épona. La souveraineté royale est liée au mythe du cheval.

## Arrière-plan historique

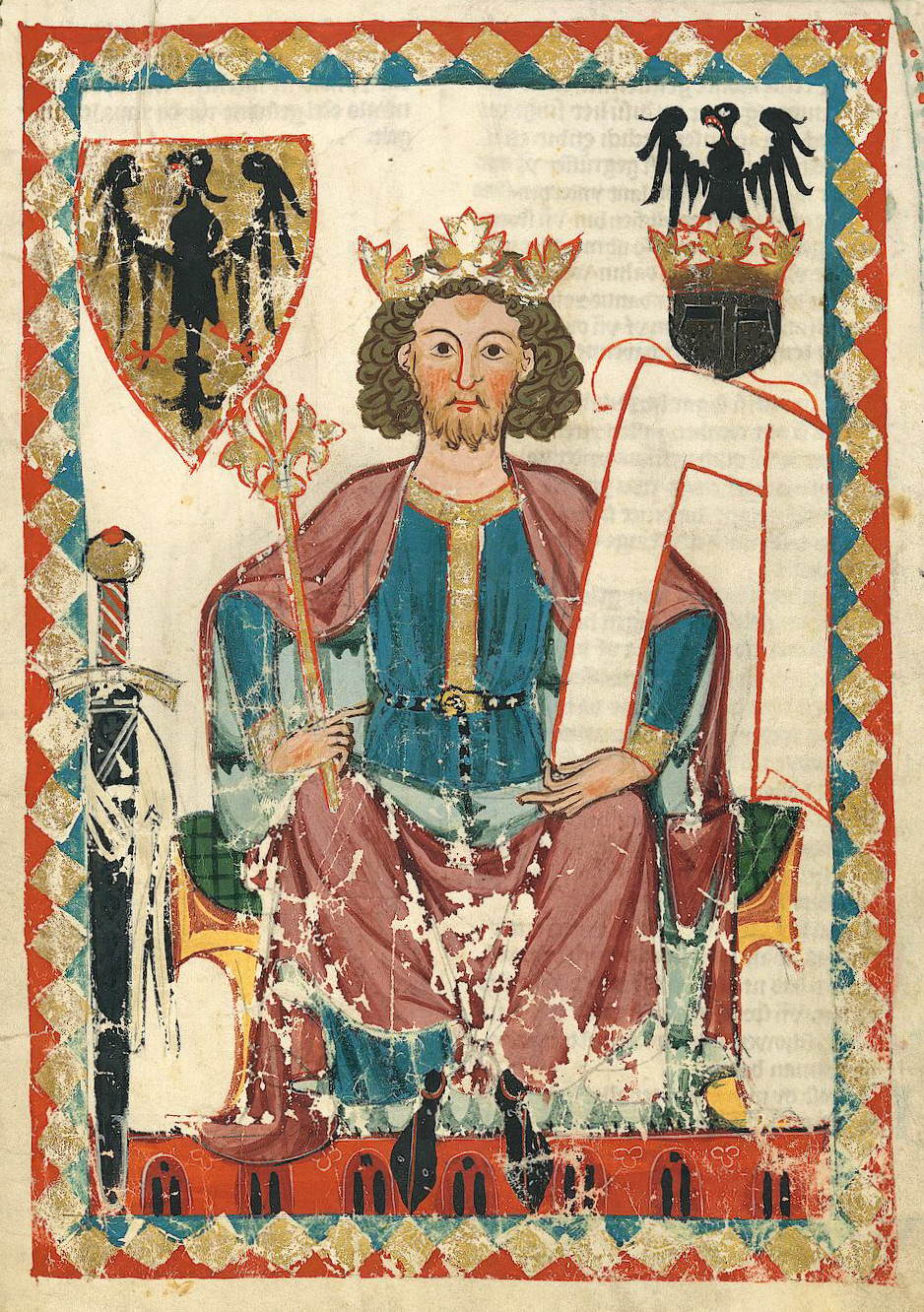
L'empereur Henri VI a tenté comme ses prédécesseurs d'introduire le principe dynastique.

L'arrière-plan historique joue un rôle important dans le Lanzelet de Zatzikhoven. La première chose que l'on peut évoquer est une situation familiale propre à la période médiévale, celle du juvenis, c'est-à-dire du fils qui souhaite devenir seigneur et qui doit attendre d'hériter de son père. Lanzelet n'a plus de père, il ne peut donc pas s'opposer à lui mais dans le roman, il n'arrête pas de conquérir de nouveaux fiefs : celui du forestier Galagandreiz, celui de Liniers de Limors, celui d'Iweret, dans une moindre mesure celui de Pluris puisqu'il en épouse la reine. Pourtant, il ne se fixera définitivement que lorsqu'il sera reconnu comme souverain légitime de Genewis, le royaume de son père.
Cette situation n'est pas sans rappeler celle de l'Angleterre sous le règne d'Henri II dont les fils font figures de juvenis, il ne faut pas oublier que le Lanzelet est l'adaptation d'un livre écrit dans la sphère anglo-normande. Henri II Plantegenêt règne donc à l'époque non seulement sur l'Angleterre mais sur un vaste territoire comprenant par exemple le Duché de Bretagne ou le Duché d'Aquitaine obtenu par son mariage avec Aliénor. C'est l'Empire Plantagenêt. Henri II a quatre fils : Henri, Richard, Geoffroy et Jean « Sans Terre », tous s'attendant à hériter tout ou partie des possessions de leur père. Henri II fait part de son intention de donner les châteaux de Chinon, Loudun et Mirebeau à son plus jeune fils Jean, comme partie de l'arrangement pour son mariage projeté avec Alice de Savoie. Henri est alors poussé à se rebeller par de nombreux nobles espérant un changement de pouvoir. Aliénor, qui s'était querellée avec son mari, se joint à cette cause. En 1173 commence alors une révolte des fils d'Henri II contre leur père, elle durera jusqu'à la signature de la paix de Montlouis le 30 septembre 1174.
Le Lanzelet étant une adaptation, Ulrich von Zatzikhoven y a vraisemblablement incorporé des éléments renvoyant au contexte historique allemand. On peut en effet y apercevoir de la propagande pour les Hohenstaufen. Depuis 1002, le roi d'Allemagne est élu par les Princes d'Empire. L'hérédité de la couronne n'est pas garantie. Othon le Grand avait essayé d'introduire le principe dynastique en faisant élire son fils Othon II de son vivant. Cependant, du fait de la faible durée de vie des dynasties, le principe dynastique ne s'impose pas. Les empereurs qui suivront feront la même chose : Frédéric Barberousse avec Henri VI et Henri VI avec Frédéric II. C'est Henri VI qui règne sur l'Allemagne à l'époque présumée où le livre français a été écrit. La fin du Lanzelet débouche sur l'affirmation du principe dynastique, Lanzelet retrouvant la souveraineté de Genewis, ce que William H. Jackson interprète comme une « douce musique pour l'oreille des membres de la famille Hohenstaufen ».

## Réception de l'œuvre
Florian Kragl livre dans son étude très détaillée du Lanzelet une représentation de la réception de l'œuvre au Moyen Âge. Celle-ci a connu un certain retentissement lors de sa conception. Des personnages comme Iblis sont repris dans plusieurs autres œuvres médiévales comme Minnelehre de Johann von Konstanz ou encore dans le Königsteiner Liederbuch. Ulrich von Zatzikhoven est reconnu dans plusieurs catalogues de l'époque où il est présenté au même titre que d'autres auteurs comme Heinrich von Veldeke, Hartmann von Aue et Wolfram von Eschenbach.
La recherche du XIXe siècle et du début du XXe siècle a largement contribué à dévaloriser l'œuvre, ne voyant en elle qu'une superposition d'épisodes empruntés ici et là sans beaucoup de cohérence : l'accumulation des mariages, la disparition soudaine de certains personnages, etc. Cela fait dire à certains que le Lanzelet n'est que l'« enchaînement (maladroit) d'histoires à l'origine indépendantes » comme Gustav Ehrismann, le premier à s'être confronté à la structure du roman.
Ce n'est que dans les années 1970-1980 que le roman de Zatzikhoven retrouve un intérêt aux yeux des chercheurs qui reprennent leurs travaux d'analyse. On peut citer Rosemary Combridge et William Henry Jackson pour l'Angleterre, René Pérennec pour la France, Kurt Ruh et Florian Kragl pour l'Allemagne. Ernst Soudek est le premier à avoir fourni en 1972 une interprétation complète sérieuse de l'œuvre. L'une des directions que prend aujourd'hui cette nouvelle recherche est la place du Lanzelet au sein du cycle arthurien.

### Sources et bibliographie

#### Traductions
- (en) Ulrich von Zatzikhoven, Lanzelet. A Romance of Lancelot, traduit par Kenneth G. T. Webster, revu et corrigé par Roger Sherman Loomis, New York, 1951.
- (de) Ulrich von Zatzikhoven, Lanzelet, traduit par Danielle Buschinger, Greifswald, 1996.
- (de) Ulrich von Zatzikhoven, Lanzelet, traduit par Wolfgang Spiewok, Greifswald, 1997.
- Ulrich von Zatzikhoven (trad. Danièle Buschinger), Lanzelet, Paris, Champion, 2003, 198 p. (ISBN 9782745308986)
- Ulrich von Zatzikhoven (trad. René Pérennec), Lanzelet, Grenoble, ELLUG, 2004, 444 p. (ISBN 9782843100475) (édition bilingue)

#### Études
- (de) M. Bärmann, « Ulrich von Zatzikhoven und die Entstehung des mittelhochdeutschen Lanzelet-Romans. Überlegungen zur Herkunft des Dichters und zur Gönnerschaft », in Das Markgräflerland. Beiträge zu seiner Geschichte und Kultur., 1989, p. 62-84.
- (en) Rosemary Combridge, « The problem of a new edition of Ulrich Zatzikhoven's "Lanzelet" », in Probleme mittelalterlicher Überlieferung und Textkritik, Berlin, 1968; p.198-209.
- (de) Rosemary Combridge, Das Fragment B des Lanzelet Ulrichs von Zatzikhoveb, Euphorion 57, 1963, p.198-209.
- (fr) Michel Huby, « Remarques sur la structure du Lanzelet », in Mélanges pour Jean Fourquet, Munich, Paris, 1969.
- (de) Florian Kragl, Lanzelet, Berlin, 2006
- (en) Nicola Mac Lelland, Ulrich von Zatzikhoven's Lanzelet : Narrative Style and Entertainment, Woodbridge-Rochester, 2000.
- (de) Volker Mertens, Der deutsche Artusroman, Stuttgart, 1998.
- (fr) René Pérennec, Recherches sur le roman arthurien en vers en Allemagne aux XIIe et XIIIe siècles, Göppingen, 1984.
- (fr) René Pérennec, Le Livre Français de Lanzelet dans l'adaptation d'Ulrich von Zatzikhoven. Recherche d'un mode d'emploi., Lancelot Colloque, 1984, p. 179-189.
- (it) Laura Mancinelli : De Charlemagne à Luther : La littérature allemande médiévale, éd. Bollati Boringhieri, Turin, 1996  (ISBN 978-8-83390-963-9)